# Almira (opera)
Almira, Königin von Castilien (HWV 1) o Der in Krohnen erlangte Glückswechsel, è la prima opera di Georg Friedrich Händel.

## Storia
Handel giunse ad Amburgo nell'estate del 1703 ed ottenne un posto da violinista all'Oper am Gänsemarkt (Opera di Amburgo), sito nella locale piazza del mercato. Successivamente, suonò in altre occasioni il clavicembalo in orchestra.
La sua prima opera – annunciata come un Singspiel anche se non aveva dialoghi - ebbe la sua prima rappresentazione l'8 gennaio 1705 sotto la direzione di Reinhard Keiser, e pertanto si pensa sia stata composta nei mesi precedenti la prima.
Il libretto, in italiano era stato scritto a Venezia nel 1691 da Giulio Pancieri, già musicato da Giuseppe Boninventi in precedenza. La traduzione utilizzata da Handel venne realizzata da Friedrich Christian Feustking. Molti dei recitativi e delle arie sono cantati in tedesco, ma altre parti rimasero in italiano.
Almira ebbe un notevole successo e venne replicata ben venti volte prima che venisse rimpiazzata dalla seconda opera dello stesso Handel, il Nero, la cui musica è andata smarrita.
La prima esecuzione in epoca moderna è avvenuta il 4 giugno 1994 nel corso del “Halleschen Händelfestspiele” (un festival dedicato a Händel) a Bad Lauchstädt.

## Personaggi e interpreti
| Personaggio                     | Voce    | Interpreti, 8 gennaio 1705 (Direttore: Reinhard Keiser) |
| ------------------------------- | ------- | ------------------------------------------------------- |
| Almira, Regina di Castiglia     | soprano | Conradin                                                |
| Edilia, una principessa         | soprano | Barbara Keiser                                          |
| Consalvo, guardia di Almira     | basso   | Gottfried Grünewald                                     |
| Osman, suo figlio               | tenore  | Johann Konrad Dreyer                                    |
| Fernando, un orfano             | tenore  | Johann Mattheson                                        |
| Raymondo, Re di Mauritania      | basso   | Gottfried Grünewald                                     |
| Bellante, Principessa di Aranda | soprano | Rischmüller                                             |
| Tabarco                         | tenore  | Christoph Rauch                                         |
|                                 |         |                                                         |

Cosa inusuale nelle opere di Handel, tutti i personaggi maschili dell'opera sono interpretati da cantanti uomini.
Nel 1732 l'opera venne eseguita in un arrangiamento composto da Georg Philipp Telemann.
Nel 1879 Franz Liszt compose la trascrizione di una sarabanda e di una ciaccona, tratte dal primo atto dell'opera, per il suo allievo di pianoforte Walter Bache. Indicato dalla critica come una delle più suggestive parafrasi del tardo Liszt, e nello stesso tempo l'unica tratta da un pezzo barocco, questo lavoro è considerato un'anticipazione delle impostazioni tardo-romantiche bachiane di Ferruccio Busoni. Lo studioso australiano di Liszt e pianista  Leslie Howard ha registrato questo lavoro come parte della registrazione completa delle opere di Liszt realizzata per l'etichetta discografica Hyperion.

## Discografia
- 1994: Andrew Lawrence-King (direttore); Fiori musicali; Ann Monoyios (Almira), Kinda Gerrard (Bellante), David Thomas (Consalvo), Patricia Rozario (Edilia), James MacDougall (Fernando), Douglas Nasrawi (Osman), Olaf Haye (Raymondo), Christian Elsner (Tabarco). Registrazione in studio con recitativi in lingua tedesca e arie in lingua italiana (CPO 999275)